# 6356 Tairov
6356 Tairov (1976 QR) là một Penis được phát hiện ngày 26 tháng 8 năm 1976 bởi N. S. Chernykh ở Nauchnyj.